# Fiona Scott Morton
Fiona M. Scott Morton (20 de febrero de 1967- ) es una economista estadounidense, en la actualidad profesora en la cátedra Theodore Nierenberg de la Escuela de Administración de Yale.

## Biografía
Morton es doctora por el MIT y miembro de la Oficina Nacional de Investigación Económica estadounidense y su trabajo se centra en la competencia y el antimonopolio. Su labor de investigación en organización industrial ha cubierto las industrias, incluyendo revistas, fletes, industria farmacéutica o tiendas en línea. 
Fue decana de la Escuela de Administración de Yale desde 2007 a 2010, y ganó el premio de docente de la escuela dos veces.
De 2011 a 2012, se desempeñó como asistente del procurador general de Economía en el Departamento de Justicia, División Antimonopolio, de Estados Unidos. En su trabajo académico, ha defendido al gobierno de Estados Unidos de la función de asegurar la sana competencia en los mercados de salud y la industria de la tecnología.